# Timgad
Timgad (Arabisch, تيمقاد, en Thamugas genoemd door de Romeinen) was een Romeinse koloniale stad in Noord-Afrika. Timgad ligt op de noordelijke hellingen van het Aurèsgebergte in Algerije. De stad is door de Romeinse keizer Trajanus in de 1e eeuw na Chr. (omstreeks 100 na Christus) gesticht als militaire kolonie: Colonia Marciana Traiana Thamugadi.
Met zijn orthogonale ontwerp van het stratenpatroon en de twee, loodrecht op elkaar staande routes door de stad, is het een goed voorbeeld van Romeinse stedenbouwkunde.
In 1982 werd de stad toegevoegd aan de Werelderfgoedlijst van UNESCO.

## Externe links

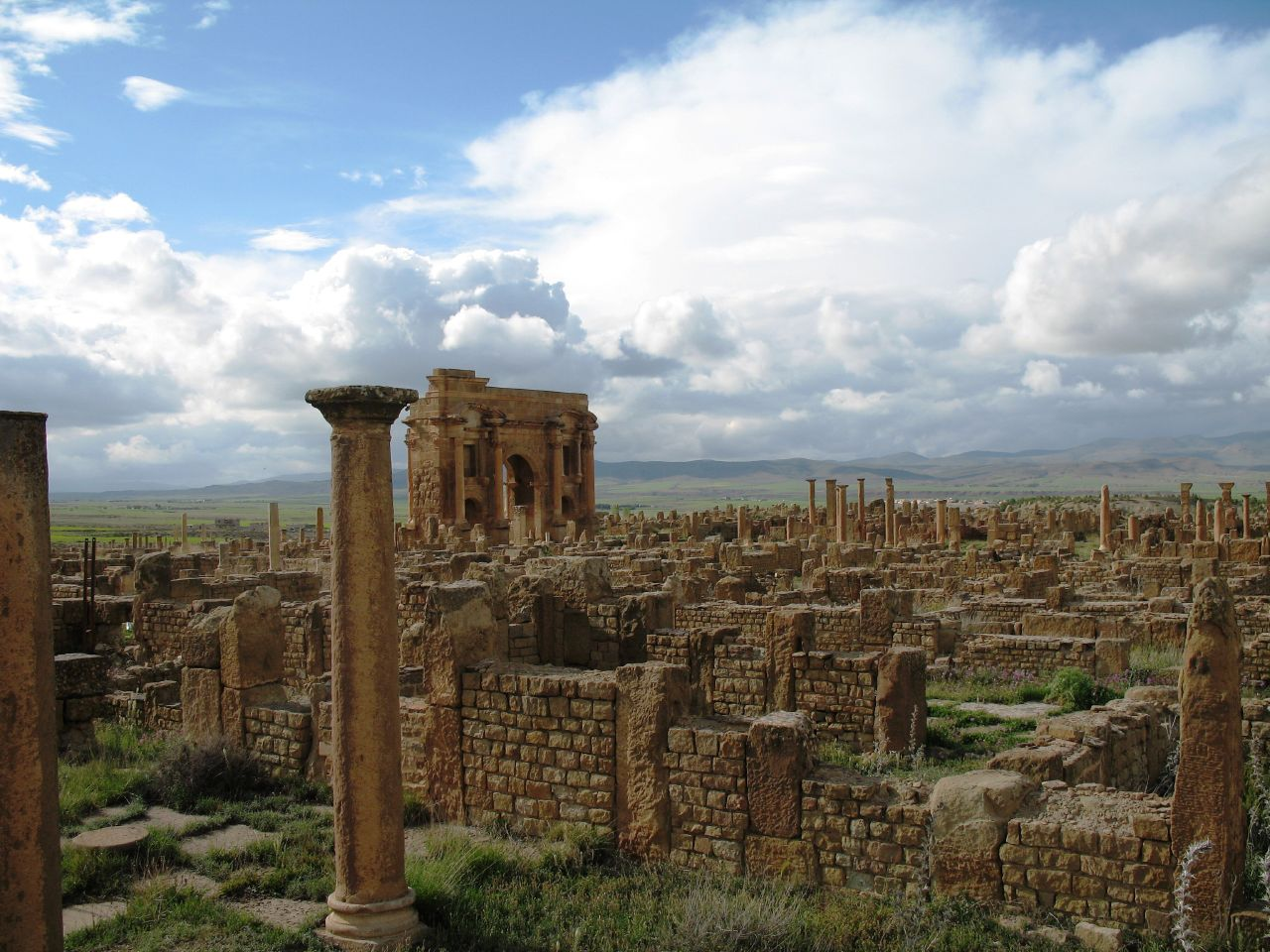